# Josip Čondrić
Josip Čondrić (Zagabria, 27 agosto 1993) è un calciatore croato, portiere dell'Astana.

## Palmarès

### Competizioni nazionali
- Campionato bosniaco: 1

Zrinjski Mostar: 2021-2022
- Supercoppa del Kazakistan: 1

Astana: 2023
- Liga Kubogy: 1

Astana: 2024